# الجماعة السلفية للدعوة والقتال
الجماعة السلفية للدعوة والقتال هو فصيل مسلح جزائري ظهر خلال الحرب الأهلية الجزائرية. يعود تاريخ تأسيس الفصيل إلى عام 1998 على يد حسان حطاب القائد والزعيم السابق للجماعة الإسلامية المسلحة. أُطيح بحسان من المنظمة في عام 2003 وذلك عندما تعهدت الجماعة بالولاء لتنظيم القاعدة. في عام 2007 غيرت الجماعة اسمها لتصبح تنظيم القاعدة في بلاد المغرب الإسلامي كدليل على تبعيتها لتنظيم القاعدة.

## التاريخ
تأسّست الجماعة السلفية للدعوة والقتال على يد حسان حطاب العضو والزعيم السابق في الجماعة الإسلامية المسلحة والتي انشق عنها عام 1998 احتجاجا على ذبح المدنيين. بدأت الجماعة الإسلامية المسلحة في الانهيار منذ عام 1999 مما دفع بالعديد من مقاتليها إلى تسليم أسلحتهم والانسحاب نهائيا من مجال الحروب هذا إلا أن عددا قليلا منهم لا زالوا نشطين بما في ذلك أولئك الذين انضموا للجماعة السلفية للدعوة والقتال. في آذار/مارس 2001 أعلنت المملكة المتحدة على أن الجماعة السلفية للدعوة والقتل هي جماعة محظورة وذلك بموجب قانون الإرهاب لعام 2000.
تختلف تقديرات عدد أعضاء الجماعة السلفية للدعوة والقتال على نطاق واسع؛ فهناك من يُشير إلى أن عدد المقاتلين تحت صفوفها لا يتجاوز بضع مئات ثم هناك من يرى أن الجماعة تتكون من أزيد من 4000 مُسلَّح. في أيلول/سبتمبر 2003 تم خلغ حطاب من زعامة المنظمة فحلَّ محله نبيل صحراوي (الشيخ أبو إبراهيم مصطفى) البالغ من العمر 39 عاما والقائد السابق أيضا في الجماعة الإسلامية المسلحة. في وقت لاحق انضمت الجماعة لتنظيم القاعدة وأصبحت فرعا له في الشمال الأفريقي. هذه الخطوة عارضها حطاب الزعيم السابق للجماعة بشدة وهي التي تسببت في عزله من منصبه. بعد وفاة صحراوي في حزيران/يونيو 2004 أصبح أبو مصعب عبد الودود الزعيم الجديد للجماعة السلفية للدعوة والقتال. كما انتشرت شائعات أخرى تُفيد بأن عبد المجيد ديشو قد يكون على رأس المجموعة.
تم اتهام الجماعة باختطاف 32 سائحا أوروبيا في الجزائر في أوائل عام 2003، إلا أن مصادر أخرى تُؤكد تورط المخابرات الجزائرية في هذا الفعل من خلال تسهيل وصول المسلحين للسياح ومن ثم المبالغة وتجحيم المطالبات حول التهديدات الإرهابية في الصحراء. ليس هذا فقط فقد اتهم بعض قياد الجماعة الحكومة الجزائرية بتنفيذ عملية الاختطاف بل زعموا أن الحكومة قامت بالكثير من عمليات الاختطاف على مراحل ثم بدأت في حملة الخداع والتضليل من خلال الأذرع الإعلامية التابعة للحكومة.
بحلول آذار/مارس 2005 أفيد أن الجماعة السلفية للدعوة والقتال «قد تكون مستعدة للتخلي عن الكفاح المسلح في الجزائر وقبول مبادرة المصالحة من الحكومة.» ثم في آذار/مارس 2005 دعا الزعيم حطاب أعضاء الجماعة إلى قبول عفو الحكومة خلال مبادرة المصالحة التي أعلنت عنها والتي أكدت فيه تقديم الحصانة لأعضاء التنظيم وحمايتهم من الملاحقة القضائية مقابل تسليم أسلحتهم. ومع ذلك أعلن زعيم تنظيم القاعدة أيمن الظواهري في أيلول/سبتمبر 2006 عن مباركته «للاتحاد» بين المجموعات المسلحة الجزائرية ضد العدو الأول فرنسا ثم أكد على أنه سيعمل رفقة زعماء التنظيم ضد المصالح الفرنسية-الأمريكية.

## الروابط الدولية

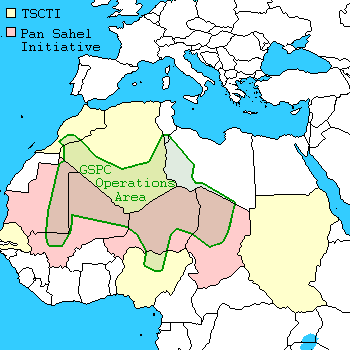
منطقة عمليات الجماعة السلفية للدعوة والقتال والتي تشمل معظم دول الساحل الأفريقي.

تكهّن مسؤلون من البلدان المجاورة بأن الجماعة السلفية للدعوة والقتال تنشط خارج الجزائر، بل أكدوا على أن الجماعة متورطة في عشرات القضايا من قبيل تهريب وغسيل الأموال عبر حدود موريتانيا، مالي، النيجر، ليبيا وتشاد ومن المحتمل دعمها للكثير من المجموعة المالية داخل هذه الدول. غير أن التطورات الأخيرة تُشير إلى أن عناصر من المجموعة قد انشقوا عنها ولجأوا رفقة الطوارق إلى مناطق في شمال مالي والنيجر وذلك بسبب قمع القوات الحكومية الجزائرية في شمال وجنوب البلاد منذ عام 2003. جدير بالذكر هنا أن المخابرات الفرنسية قد أصدرت تقريرا تُفيد فيه بأن المجموعة قد تلقت تمويلا من دولة قطر.
بعض المراقبين بما في ذلك جيرمي كينان أعربوا عن شكوكهم بشأن قدرة الجماعة السلفية للدعوة والقتال في تنفيذ هجمات واسعة النطاق مثل تلك المنسوبة إليها في شمال شرق موريتانيا خلال التدريبات العسكرية «فلينتلوك 2005». بل يرى بعض المحللين والمراقبين أن دائرة الاستعلام والأمن هي المسؤولة عن نشأة هذه الجماعة وعن كل العمليات التي قامت بها وذلك من أجل محاولة تحسين صورة الجزائر لدى الدول الغربية بوصفها شريكا موثوقا به في الحرب على الإرهاب ومن ثم إغراء الولايات المتحدة على الدخول في المنطقة.
انتشرت الكثير من الادعاءات التي تُفيد بأن الجماعة السلفية للدعوة والقتال كان لها صلة بتنظيم القاعدة قبيل تنفيذ هجمات الحادي عشر من سبتمبر، خاصة أن معظم تابعيها هم من التيار القطبي فضلا عن السلفية الجهادية. بشكل عام يُعتقد أن أعضاء الجماعة السلفية للدعوة والقتال يتشاركون النظرة الأيديولوجية مع تنيظم القاعدة المسلح. بعد إسقاط حسن حطاب؛ بايع مختلف قادة الجماعة مبايعة تنظيم القاعدة المصنف لدى الكثير من الدول كتنظيم إرهابي. يرى بعض المراقبين أن انضمام الجماعة لتنظيم «القاعدة» كان انتهازيا لا مبنيا على أفكار ودوافع أو شيء من هذا القبيل. بالرغم من نشاط الجماعة في إيطاليا، وفي دول أوروبية أخرى فإنه لا يوجد أي دليل على مشاركتها في أنشطة إرهابية ضد الولايات المتحدة أو الاتحاد الأوروبي أو حتى الأهداف الإسرائيلية: «تقوم الجماعة السلفية للدعوة والقتل بإنشاء شبكات دعم تابعة لها في أوروبا وفي أماكن أخرى؛ إلا أن شبكات الدعم هذه محدودة لا من ناحية القوة ولا من ناحية التمويل كما أنها لا تقوم بأي عمليات إرهابية خارج الجزائر.» خلصت التحقيقات في فرنسا وبريطانيا خلصت إلى أن الشباب الجزائري خاصة فئة المهاجرين متعاطف مع الجماعة السلفية للدعوة والقتال وأن ولائها للقاعدة كان خطأ جسيما. في أيلول/سبتمبر 2005 أشاد الودود خلال مقابلة معه بالزرقاوي وبما يقوم به في العراق، ويُعتقد أنه خلال هذه الفترة كانت بذور ولاء الجماعة لتنظيم القاعدة بادية في النمو أمّا السبب الذي دعا القاعدة إلى القبول بهذا الولاء فهو محاولتها إضفاء الطابع الشرعي على الجهود المبذولة من قادة الجماعة السلفية للدعوة والقتال نظرا لعدم وجود تمثيل رسمي في الجزائر في المجال السياسي.
في عام 2005 وبعد سنوات من الغياب؛ بدأت الولايات المتحدة في الاهتمام بمنطقة شمال أفريقيا وبدول الساحل بعدما كان جل اهتمامها منصب على منطقة الشرق الأوسط. شاركت القوات الخاصة الأمريكية في تمرين عسكري خاص حمل اسم «فلينتلوك 2005» وذلك بهدف تدريب جنود من الجزائر، السنغال، موريتانيا، مالي ثم تشاد. زعمت الولايات المتحدة حينها أن منطقة الساحل أصبحت منطقة مخصصة لتدريب المجندين الإسلاميين. ثم زادت تيقنا عندما حصلت هجمتان «إرهابيتان» في نفس الفترة وهم حادث اختطاف السياح عام 2003 ثم الهجوم على قاعدة للجيش الموريتاني خلال تدرببات «فلينتلوك» تحت إشراف أمريكا نفسها.

## الجدول الزمني للهجمات
| التاريخ                     | الهجوم | المرجع |
| --------------------------- | --- | ------ |
| 23 تشرين الثاني/نوفمبر 2002 | مهاجمة مجموعة من الجنو الجزائريين في كمين، مما نجم عنه مقتل تسع وإصابة اثنا عشر آخرين بجروح.                                                                                        |        |
| شباط/فبراير 2003            | اختطاف 32 سائح أوروبي؛ واحد فيهم توفي جراء سكتة دماغية فيما تم تحرير سبعة عشر رهينة من قبل القوات الجزائرية بحلول 13 أيار/مايو 2003 فيما تم فك سراح الباقي في آب/أغسطس من عام 2003. | [ 23 ] |
| 12 شباط/فبراير 2004         | نصب مجموعة من الإسلاميين المتطرفين كمينا لدورية شرطة مما أسفر عن مقتل سبعة من ضباط الشرطة وجرح ثلاثة آخرين. ضُبط المهاجمون في وقت لاحق عدد من الأسلحة النارية والسيارات.             | [ 24 ] |
| 7 نيسان/أبريل 2005          | فتح مسلحون كانوا يستقلون خمس مركبات النار على المارة في مقاطعة البليدة بتابلاط مما أدى لمصرع 13 مدنيا وإصابة آخر بجروح كما تم حرق خمس سيارات.                                       | [ 25 ] |
| 15 تشرين الأول/أكتوبر 2006  | قتل مهاجمون ثمانية من حراس الأمن في سيدي مجاهد بعين الدفلى. | [ 26 ] |